# Alberto Sordi
Alberto Sordi (tiếng Ý: [alˈbɛrto ˈsordi]; (15 tháng 6 năm 1920 - 24 tháng 2 năm 2003), Cavaliere di Gran Croce OMRI là một diễn viên người Ý. Ông cũng là một đạo diễn phim và diễn viên  lồng tiếng cho Oliver Hardy trong phiên bản tiếng Ý của phim Laurel & Hardy.